# Бессмертие
Бессме́ртие — жизнь в физической или духовной форме, не прекращающаяся неопределённо (или сколько угодно) долгое время.
Говоря о бессмертии в физической форме, различают условное биологическое бессмертие (отсутствие индивидуальной смерти как заключительной стадии онтогенеза — см. Размножение делением) одноклеточных организмов и гипотетическое биологическое бессмертие сложноорганизованных многоклеточных живых существ, в том числе — и прежде всего — человека.
Под бессмертием в духовной форме — в религиозном, философском, мистическом и эзотерическом смыслах — подразумевают вечное существование индивидуума («я», душа, монада), индивидуальной воли (палингенезия в философской системе Артура Шопенгауэра), комплекса составляющих индивидуальной личности (скандхи в феноменологии буддизма), универсального духовного субстрата (коллективное бессознательное в аналитической психологии Карла Густава Юнга, ноосфера в религиозно-философской концепции Пьера Тейяра де Шардена и др.).
Отдельный предмет религиозно-философских рассуждений — бессмертие (вечносущность) как атрибут Бога.

## Бессмертие в природе
Возможно, некоторые многоклеточные организмы потенциально бессмертны — в смысле способности к неограниченно долгому индивидуальному существованию, если оно не будет прервано, например, несчастным случаем. Отдельные исследования позволяют достаточно уверенно отнести к числу таких организмов морских актиний и пресноводных гидр. То же свойство часто приписывается определённым рыбам и пресмыкающимся — особенно тем, чьё тело способно к неограниченному росту. Подобная классификация, однако, представляется спорной по двум причинам. Энергетический уровень основного обмена этих животных чрезвычайно низок (обычно в десятки раз ниже соответствующих показателей у млекопитающих и птиц), что предполагает не бессмертие, но лишь замедленное — иногда в десятки раз — старение. Кроме того, экстенсивный рост тела, помогающий животному отодвинуть порог старения, одновременно снижает его приспособляемость к условиям окружающей среды, ограничивая подвижность и способность своевременно добыть минимально достаточное количество пищи. Всё это затрудняет (или делает вообще невозможным) проведение строгого различия между смертью многоклеточного организма непосредственно от старости и от внешних причин.

## Эволюция представлений о бессмертии
Идея бессмертия встречается, в той или иной форме, у всех древних народов. Есть обоснованное предположение, что представления о бессмертии и посмертном существовании существовали ещё во времена палеолита, об этом свидетельствуют тщательные и продуманные захоронения покойников уже у неандертальцев. В могилах кроманьонцев находят следы от множества цветов, а тела умерших обильно посыпались красной охрой, что, видимо, носило сакральный и магический характер, и что может свидетельствовать об определённой вере в грядущее воскресение и в жизнь после смерти.
У греков и евреев под бессмертием понималось призрачное существование в царстве теней («аид» — у греков, «шеол» — у евреев). В Индии и Египте господствовало учение о переселении душ.

По свидетельству Геродота, «Египтяне <…> первыми стали учить о бессмертии человеческой души. Когда умирает тело, душа переходит в другое существо, как раз рождающееся в тот момент».

Позже в иудаизме учение о бессмертии связывалось уже с учением о воскресении мёртвых и о загробном воздаянии; в таком виде оно перешло в христианство и ислам.
В некоторых философских системах рассматривается бестелесное, внефизическое существование души (эзотерический иммортализм). Материалистический подход отрицает существование души, поэтому в его рамках вопрос о возможности такого рода бессмертия является бессмысленным.
В виде систематического учения понятие о бессмертии впервые было обосновано и развито Платоном («Федон, или О бессмертии души»). Кант, считая невозможным подыскать какие-либо теоретические доказательства бессмертия души, обосновал веру в него на постулатах практического разума.

## В мифологических представлениях

### Эликсир молодости
Эликсир молодости (бессмертия) — легендарное вещество, обладающее свойством омолаживать человеческий организм и продлевать его жизнь до бесконечности. Эликсир молодости упоминается в легендах и преданиях многих народов как своеобразная «пища» богов. Боги Древней Греции вкушали амброзию, боги Древней Индии — амриту, иранские боги — хаому, боги Древнего Египта пили воду бессмертия.
Поискам эликсира молодости много сил и времени посвятили алхимики (см. эликсир молодости). По их мнению, золото, которое является чрезвычайно стойким («благородным») металлом, должно таить в себе субстанцию, делающую его вечным. Алхимики задались целью выделить эту субстанцию или найти способ ввести её в организм человека вместе с золотом.
В частности, Клеопатра выпила напиток, изготовленный с помощью данной «технологии». Поскольку вскоре она совершила самоубийство, невозможно судить об успешности опыта.
Личный врач папы Бонифация VIII предлагал смешать в измельчённом виде золото, жемчуг, сапфиры, изумруды, рубины, топазы, белый и красный кораллы, слоновую кость, сандаловое дерево, сердце оленя, корень алоэ, мускус и амбру; считалось, что этот состав может стать эликсиром бессмертия.
Известен случай с китайским императором Сюань-цзуном (VIII век). Придворный алхимик приготовил для него препарат. В процессе приготовления препарат кипятился в течение года. Впрочем, через месяц после приёма «эликсира молодости» император скончался.

### Легенды о бессмертии
Утверждается, что индиец Тапасвиджи прожил 186 лет (1770—1956), что официально указано в документах его княжества. Он был раджой в Патиале, но по достижении 50 лет удалился в Гималаи и стал вести жизнь отшельника; занимаясь йогой, Тапасвиджи достиг совершенства в управлении процессами, происходящими в организме (состояние самадхи). Тапасвижди оставил свидетельство о встрече со стариком-отшельником, не говорившем ни на одном из современных языков и знавшем только санскрит, на котором говорили жители Древней Индии. По словам старика, с тех пор, как он стал отшельником, прошло около 5 тысяч лет. Добиться долголетия ему удалось благодаря особому напитку, то есть эликсиру бессмертия. Старик передал некоторое количество напитка Тапасвиджи. Напиток нужно было принимать раз в 10 лет. После смерти Тапасвиджи был предпринят тщательный и безуспешный обыск в его доме с целью найти чашу с жидкостью, к которой ранее никому не разрешалось прикасаться. 

В клинописном тексте из Ларсы названы такие сроки правления царей древнего Шумера: «В Эреду царём был Алулим, и он правил 28 800 лет… В Бад-Тибире правил Энменлуанна 43 200 лет…»

В современной геронтологии подобного рода сообщения рассматриваются как не имеющие ничего общего с действительностью.
Бессмертие может восприниматься как проклятие, как, например, в легенде об Агасфере или у Джонатана Свифта, изобразившего отвратительных бессмертных стариков — струльдбругов, помнивших лишь события первых 80 лет жизни.

## В религиозных представлениях

### Индуизм
По индуистским представлениям, джива — бессмертная душа — претерпевает круговорот телесной жизни, смерти и возрождения (сансару), подчиняясь закону кармы — безначального и безличного причинно-следственного воздаяния. Благие поступки в текущей жизни улучшают кармическую перспективу в следующей; дурные дела возвращают душу на более низкие стадии кармического развития. Душа, усовершенствовавшая индивидуальную карму в течение многих жизней, достигает мокши — освобождения от страданий и ограничений материального существования.
Последователями адвайта-веданты мокша трактуется как осознание индивидом своего тождества с Брахманом, который есть блаженство. Для них мокша — проявленная вечная природа дживы, свободной от отождествления с формами иллюзорного материального мира (майи). Освобождение достигается через прекращение всех желаний — состояние, именуемое нирваной, хотя буддийская трактовка освобождения несколько отличается от той, которая даётся последователями адвайта-веданты.

### Буддизм
Согласно буддийскому учению, существование есть цикл рождений, смертей и повторных рождений, протекающий в соответствии с качеством действий перерождающегося существа. Процесс становления прекращается при достижении просветления (бодхи), после чего просветлённый (будда), более не подвластный закону причинной обусловленности (кармы), вступает в состояние, именуемое Буддой Гаутамой «бессмертностью» (амата).
В соответствии с главной философской предпосылкой буддизма, каждому новообращённому должен быть «указан путь к амате», на котором освобождение разума (читтавимутта) достигается через углубление мудрости и медитативные практики (сати, самадхи). Новичка надлежит отучить от его материалистических заблуждений, основанных на невежестве (авидья), и привычки «отождествлять любую из форм или ощущений либо собственное тело с „я“, с тем, чем „я“ является по своей природе».
Таким образом, стремление души или эго (атмана) к вечному индивидуальному бытию — главное следствие невежества, непосредственная причина всякого страдания и основа цикла перевоплощения (сансары). Трактуя «форму» (рупа) и «сознание» (виджняна) как две из пяти скандх — «агрегатов невежества», буддизм рассматривает поиски вечной жизни как заведомо обречённый путь, уводящий от просветления: даже боги, живущие невообразимо долго, в конце концов умирают. По достижении просветления «кармические семена» (самскары) всякого будущего становления и возрождения исчерпываются, и после биологической смерти архат (или Будда) достигает паринирваны — состояния бесконечного покоя и трансцендентального счастья.

### Даосизм
Отличительной чертой даосизма и китайской традиции является представление о возможности и желательности достижения человеком физического бессмертия. По замечанию французского синолога Анри Масперо, большинство исследователей сходится на определении даосизма как школы мысли, занятой, в первую очередь, поисками бессмертия. Науке о бессмертии и практике достижения бессмертия («внешней» и «внутренней» алхимии) посвящено множество древних даосских сочинений. О бессмертии говорится в трактате «Дао дэ цзин»; бессмертным считается его предполагаемый автор Лао-цзы. Архаические представления о душе и смерти отражены в чжоуском трактате «Цзо чжуань». Организм человека населён душами хунь (кит. 魂) и по (кит. 魄). После смерти ду́ши хунь направляются вверх, а ду́ши по — вниз. Объединяясь, души хунь образуют дух шень (кит. 神), который направляется на небо, растворяясь в небесном ци (пневме, воздухе). Объединившиеся души по образуют беса гуй (кит. 鬼), который направляется под землю к Жёлтому источнику, где постепенно угасает и растворяется. Связь между душами осуществляется через тело, но когда оно умирает и разлагается, эта связь окончательно утрачивается, после чего дух отправляется на небеса, а бес — под землю.
Тема бессмертия развивается в притчах Чжуан-цзы; её же в той или иной степени затрагивают многочисленные философские трактаты, стихи и легенды даосов. Чжуан-цзы описывает природу как непрерывный круговорот энергии ци, переходящей после смерти живых существ в новые формы. Из представления о круговороте всего живого делается вывод о том, что если следовать естественному ходу вещей (пути Дао), можно постоянно возобновлять себя, не умирая. Для этого необходимо следовать тем явлениям, которые постоянны, избегая того, что разрушается.
С определённого времени бессмертными стали считаться многие знаменитые даосы, сумевшие «освободиться от трупа». Сообщалось, что после физической смерти их труп заметно уменьшался, сжимался или вообще исчезал, что служило признаком того, что они «освободились и улетели на небеса».
По мере развития даосизма и под влиянием буддизма даосские представления о бессмертии сблизились с буддийскими. Понятие о бессмертии стало интерпретироваться как переход в иные реальности с другими жизненными циклами и другим течением времени.

### Зороастризм
Зороастрийцы верят, что после смерти человека его душа покидает тело на четвёртый день, после чего попадает в рай либо в ад (возможно, зороастрийские представления о посмертном воздаянии повлияли на формирование соответствующих понятий в авраамических религиях). Изначально бессмертны Амешаспенты: шесть духовных первотворений Ахура Мазды, составляющие с ним «семёрку единосущных» — олицетворение семи ступеней духовного развития человека. Амеретат («Бессмертие») — зороастрийский месяц, символизирующий вечную жизнь — стал прообразом месяца мордад (23 июля — 22 августа) в современном иранском календаре.

### Синкретические религии
Синкретические религии — верования и культы, которые образовались вследствие слияния различных религий или их элементов (манихейство, афрохристианство, бахаизм, сикхизм, хрислам, теософия, антропософия, фалуньгун и др.). 

## В философии
- Во многих своих сочинениях, например, «Метафизика пола и любви» Бердяев обожествлял «половую любовь», секс. Он писал: «С полом и любовью связана тайна индивидуальности и бессмертия».
- Бессмертие является центральной темой в философии русского космизма и трансгуманизма. Крупным теоретиком, философом-исследователем темы бессмертия и смерти является российский философ Игорь Владимирович Вишев.
- По мнению постмодерниста Жана Бодрийара, «отмена смерти — наш фантазм, развивающийся во все стороны: в религиях это фантазм загробной жизни и вечности, в науке — фантазм истины, в экономике — фантазм производительности и накопления»; бессмертие он называет всеобщим эквивалентом, связанным с «абстракцией линейного времени», которое формируется совместно с тем, «как время становится абстрактным параметром, связанным с процессом накопления в политической экономии и вообще с абстрагированием жизни»[8].

## Наука о бессмертии
Некоторые учёные убеждены в том, что наука сможет решить проблему смертности человека.

Американский физик, лауреат Нобелевской премии Р. Фейнман: «Если бы человек вздумал соорудить вечный двигатель, он столкнулся бы с запретом в виде физического закона. В отличие от этой ситуации в биологии нет закона, который утверждал бы обязательную конечность жизни каждого индивида».
Оригинальный текст (англ.)If you say we want to make perpetual motion, we have discovered enough laws as we studied physics to see that it is either absolutely impossible or else the laws are wrong. But there is nothing in biology yet found that indicates the inevitability of death.

Современная наука идёт несколькими путями, решая проблему бессмертия физического тела человека. Значительная часть современных исследований в этой области направлена на решение проблемы старения. Для этих целей активно разрабатываются биомедицинские технологии использования стволовых клеток и генной инженерии, гормональная терапия, трансплантология и ряд других. Кроме этого, считаются перспективными разработки в области криобиологии, искусственного интеллекта.
В последнем случае, решение проблемы индивидуального физического бессмертия связывают с ожидаемым значительным прогрессом в микроэлектронике, благодаря которому станет возможным полноценный перенос на неорганический носитель сознания человека. Этот подход подвергся критике, в соответствии с которой «перенос сознания» якобы нельзя назвать бессмертием с точки зрения самого человека, подвергаемого этой операции, поскольку записанное на внешний носитель сознание в соответствии с этой точкой зрения будет являться всего лишь точной копией индивидуальности, но не самой индивидуальностью.

### Проект SENS
Обри ди Грей, автор научно-популярной книги «Отменить старение» (англ. Ending Aging), в которой в деталях рассматривается вопрос о полной победе над старением средствами медицины в течение ближайших нескольких десятилетий. Разработчик концепции SENS — «стратегии достижения пренебрежимого старения инженерными методами» (англ. strategies for engineered negligible senescence). Председатель и директор по науке Фонда SENS, главный редактор академического журнала Rejuvenation Research. По мнению Грея, большая часть фундаментальных исследований, необходимых для создания эффективной «медицины антистарения» (англ. anti-aging medicine), уже проведены. В настоящий момент главная проблема — недостаток финансирования работ в этой области. Фонд присуждает крупные денежные премии исследователям, добившимся значительного увеличения продолжительности жизни лабораторной мыши (на февраль 2007 года премия составляла 4,2 миллиона долларов).

## В культуре

### В литературе
Во многих литературных произведениях, в том числе и насчитывающих тысячи лет, есть идеи бессмертия. Бессмертными были Боги из «Илиады» и «Одиссеи» Гомера, струльдбруги Джонатана Свифта (для Богов бессмертие является даром, для струльдбругов — проклятием). В сказочной литературе мотивы бессмертия и воскрешения мёртвых встречаются настолько часто, что несомненно — в сказках отражается давняя мечта человечества о бессмертии. Однако, как правило, к бессмертию стремятся (да и получают его) в основном отрицательные персонажи. Причём сами эти персонажи получают бессмертие, как правило, или в результате превращения в нежить, призраков, личей, живых мертвецов, вампиров и т. д., или в результате соглашения с силами зла, или при помощи чёрной магии. При этом в последнем случае, если бессмертие необходимо поддерживать, они, как правило, вынуждены пользоваться соответствующей магией и впоследствии. Таковы Кощей Бессмертный из русских народных сказок, Волан-де-Морт Джоан Роулинг, Госпожа Бай Гу (Личесса) из романа У Чэнъэня «Путешествие на Запад», Михай Годой из «Хроник Арции» Веры Камши, назгулы у Толкина, граф Дракула и др.
Напротив, положительные герои к бессмертию если и стремятся, то не для себя, а для других (классические примеры — Иван-Царевич, Гильгамеш), а если сами его и получают, то в качестве награды от кого-то за какие-то заслуги.
Интересно решается проблема бессмертия в сценарии братьев Стругацких «Пять ложек эликсира» — герой отказывается от права на вечную жизнь, убедившись в мелочности и ограниченности бессмертных, с которыми он, волей случая, становится знаком.
Теме обретения «вечной жизни» (а главное — цены за неё) посвящены, например, роман Роберта Силверберга «Книга черепов» и фантастический рассказ Александра Ломма «Скафандр Агасфера».

### В кинематографе
- Серия кинофильмов и телесериал «Горец» рассказывают о жизни и приключениях Бессмертных — Дункана и Коннора Маклаудов, а также их друзей.
- В фильме «Смерть ей к лицу» главный герой отказывается от бессмертия и бессмысленного вечного «прожигания жизни» в пользу обычных общечеловеческих ценностей: семьи, интересной работы и хобби.
- В фильме «Господин Никто» последний из смертных, Немо, доживает свои последние дни в обществе бессмертных и рассказывает историю своей жизни.
- В фильме «Он никогда не умирал» главный герой изображается как проклятый и бессмертный ветхозаветный персонаж Каин, который живёт жизнью обычного человека, уставшего от суеты современного мира.

## В астрономии
- Астероид (730) Атанасия, открытый в 1912 году австрийским астрономом И. Пализой в Венской обсерватории, назван греческим словом Αθανασία, означающим бессмертие[11].

## Символы бессмертия
Существует множество символов, представляющих бессмертие. Анкх — египетский символ жизни, который имеет коннотации бессмертия, когда изображен в руках богов и фараонов, которые, как считалось, контролировали жизненный путь. Лента Мёбиуса в форме узла трилистника — ещё один символ бессмертия. Большинство символических представлений о бесконечности или жизненном цикле часто используются для представления бессмертия в зависимости от контекста, в который они помещены. Другие примеры включают Уроборос, китайский гриб долголетия, десять кандзи, феникса, павлина в христианстве, и цветок амарант (в западной культуре) и персик (в китайской культуре).

## Комментарии
1. ↑  В соответствии с крупнейшей базой данных по старению и продолжительности жизни животных AnAge, в настоящее время найдено семь видов практически нестареющих (бессмертных) многоклеточных организмов — Sebastes aleutianus (морской окунь алеутский), Chrysemys picta (североамериканская расписная черепаха), Emydoidea blandingii (болотная американская черепаха), Terrapene carolina (каролинская коробчатая черепаха), Strongylocentrotus franciscanus (красный морской ёж), двустворчатый моллюск Arctica islandica, Pinus longaeva (сосна остистая межгорная). Есть основания предполагать биологическое бессмертие у некоторых ресничных червей подотряда триклад[1].
2. ↑  Понятие «бессмертие» следует отличать от понятий, характеризующих возможность живого организма существовать долго в зависимости от скорости метаболизма в нём, или существовать дольше обычных сроков существования для подобных организмов (долгожительство). На практике — особенно в художественном творчестве, а также в переносном (метонимическом) употреблении — эти понятия смешиваются.